# Гомзин Борис Володимирович
Борис Володимирович Гомзин (7 (20) червня 1887, хутір поблизу м. Саврань — 15 листопада 1965, Західний Берлін) — український поет, прозаїк, драматург, публіцист, фейлетоніст, підполковник Армії УНР, один з найближчих соратників гетьмана Скоропадського.

## Біографія
Походив із дворян Санкт-Петербурзької губернії, що мали великі маєтки у Балтському повіті Подільської губернії. Народився на хуторі поблизу містечка Саврань Балтського повіту Подільської губернії (нині Подільський район Одеської області). Греко-католик за віросповіданням. Закінчив Єлисаветградську класичну гімназію (1905). Навчався у Новоросійському університеті в Одесі, проте залишив його і закінчив Єлисаветградське військове кінне училище (1908) у ранзі корнета. Направлений корнетом до 9-го гусарського Київського полку (Васильків). Воював у роки Першої світової війни. З 3 листопада 1914 р. — командир ескадрону 5-го запасного кінного полку (Балаклія). З 14 червня 1915 р. — штабс-ротмістр.
Був чільним діячем гетьманського руху, сотником армії УНР.
З листопада 1917 р. — командир українізованого 5-го запасного кінного полку. Після захоплення Балаклеї більшовиками та розформування полку в січні 1918 р. виїхав до Полтави, де вступив до куреня Червоних гайдамаків Гайдамацького коша Слобідської України. З квітня 1918 р. — ад'ютант коменданта Харкова. З липня 1918 р. — начальник канцелярії коменданта Харкова.
З січня 1919 р. — начальник оперативної частини штабу Правобережного фронту Дієвої армії УНР. З травня 1919 р. — старшина для доручень при Військовому міністерстві УНР. З липня 1919 р. — помічник командира 1-го пішого рекрутського полку Дієвої армії УНР. З квітня 1920 р. — командир кінного дивізіону 6-ї Січової дивізії Армії УНР. 3 23 червня 1920 р. — помічник начальника розвідчого відділу Генерального штабу УНР.
З 1923 р. жив на еміграції у Львові, згодом перебрався до Чехословаччини. Був керівником Союзу гетьманців-державників у Чехословаччині.
Навчався на історико-філологічному відділі Українського педагогічного інституту ім. М. Драгоманова (Прага). Працював асистентом кафедри історії української літератури, потім редактором журналу «Студент».
У 1938 році переїхав до Берліна, очолив українську громаду, до 1945 року виконував функції начальника Союзу гетьманців-державників і редагував журнал «Нація в поході».
У 1945 році, після трагічної смерті гетьмана Павла Скоропадського, перебрав пост регента до часу, коли провід Гетьманського руху перейняла вдова покійного гетьмана.
Автор численних статей та спогадів.
Помер 15 листопада 1965 року в Берліні.

## Творчий доробок
Автор:
- поетичної збірки «Трой-зілля» (1928);
- поеми «Екклезіаст»;
- збірка «Прокляті часи» (два оповідання про часи громадянської війни в Україні. Оповідання «Аж там» більш вражаюче змістом);
- Гомзин Б. Кров кличе. Драма. — Чернівці, 1933. — 47 с.;
- поеми «Лови»;
- памфлетів, нарисів;
- Гомзин Б. Большевизм — органічне московське явище: (Зі щоденника людини, що її оточення не розуміє, не хоче або й не може розуміти) / Б. Гомзин; Вступне слово від видавництва — Ганновер: Україна і світ, 1957 (Друк. «Logos») . — 61 с.: портрет.